# Альмквист, Эстер

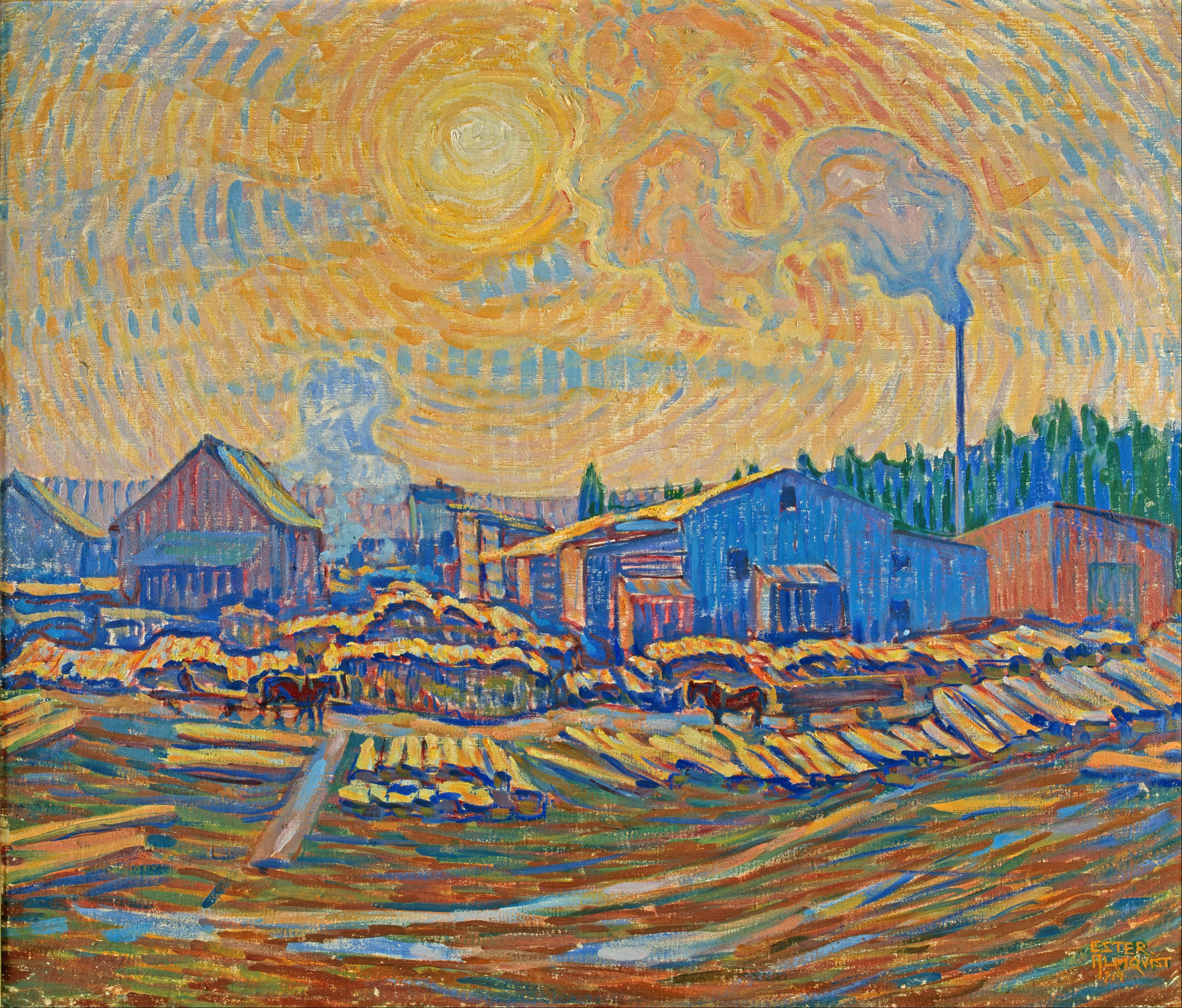
Эстер Альмквист, Пилорама, холст, масло, 1914.

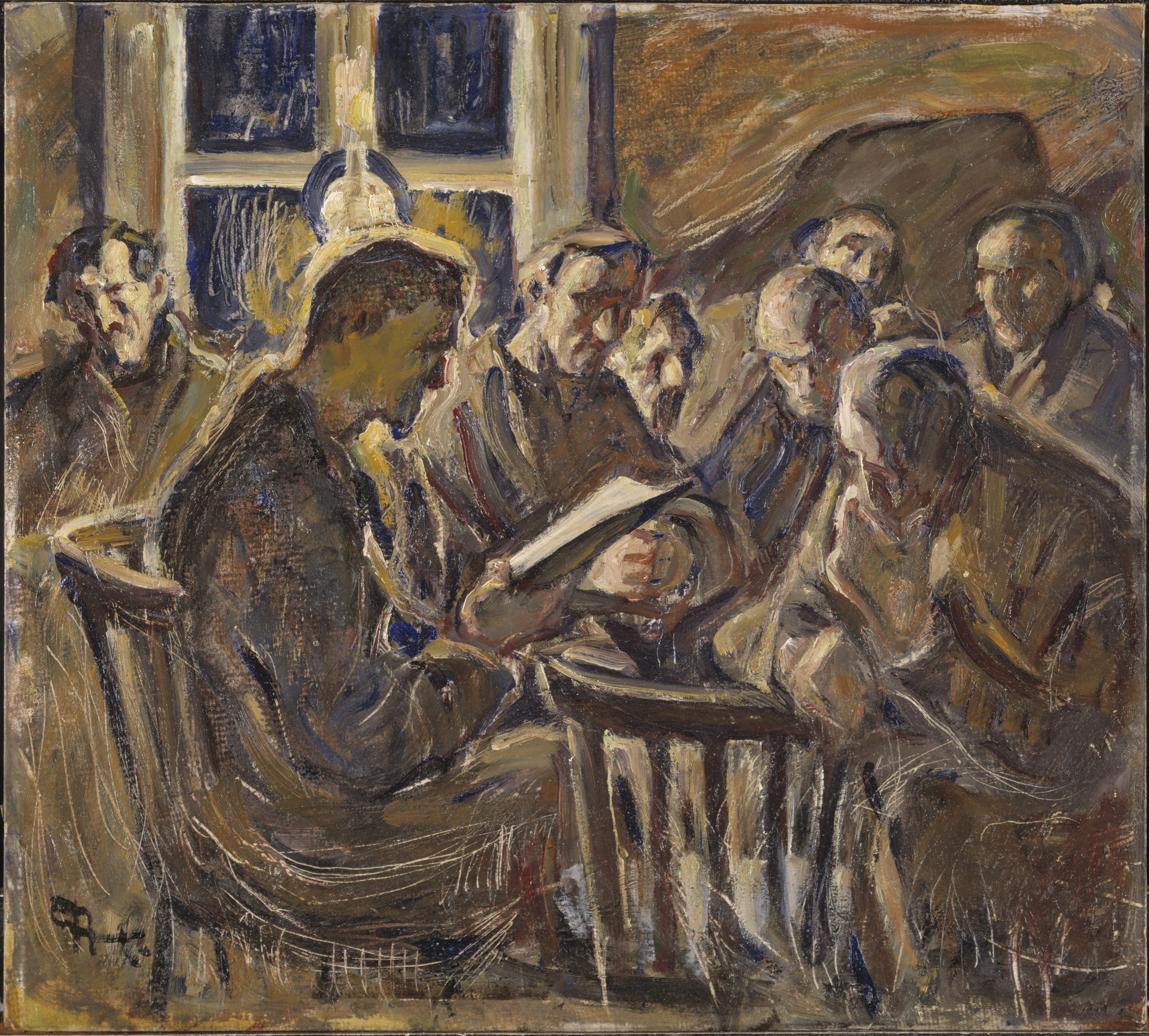
Эстер Альмквист, Встреча, 1929.

Эстер Доротея Альмквист (швед. Ester Almqvist; 3 ноября 1869 года, Стокгольм — 11 июня 1934 года, Лунд) — шведская художница. Основательница художественного стиля экспрессионизм в живописи Швеции.

## Семья и образование
Альмквист родилась в западном пригороде Стокгольма — районе Бромма. Её детские годы прошли в Стокгольме, где родители преподавали в школе для христианских миссионеров. Её отец, священник, умер, когда девочке было 9 лет. Альмквист родилась с деформацией позвоночника, что ограничивало её подвижность на протяжении всей жизни, но давало при этом вынужденную творческую свободу для изучения искусства. Вместо того, чтобы заниматься домашними обязанностями, она занималась творчеством.
Эстер Доротея Альмквист училась в технической школе в Стокгольме, окончила её в 1891 году. Брала частные уроки у художника Густава Цедерстрема. В 1890-х годах продолжила образование в академии искусств Валанд в Гётеборге (1892—1893), затем училась в Стокгольме в Artist League School (1894—1895). Её учителями были Пер Хассельберг (Per Hasselberg) и Бруно Лильефорс. Во время учебы в художественной школе она подрабатывала книжным иллюстратором.
Эстер Доротея Альмквист скончалась 11 июня 1934 года в шведском городе Лунде.

## Художественная карьера
Альмквист провела большую часть своей творческой жизни в шведском городе Лунде, а некоторые из ее самых известных картин написаны в окрестностях шведской провинции Сконе. Ее сестра, Мария, тоже переехала в Лунд, работала там директором дома престарелых и оказывала финансовую поддержку Эстер, поскольку та не могла прожить на доходы от продажи картин.
Выставлять свои работы Эстер начала в конце 1890-х годов, в 1904 году принимала участие на всемирной выставке в американском городе Сент-Луис.
Ранние работы Альмквист, в основном пейзажи, выполнены в художественном стиле импрессионизм, и соответствовали преобладающим настроениям и предпочтениям любителей шведской живописи. После смерти матери, начиная с картины «Пилорама», она обратилась к экспрессионизму. Её основные картины 1913 года выполнены в этом стиле. При этом стиль работ художницы с энергичной манерой письма, яркими цветами и тяжелыми мазками схож со стилем творений Винсента Ван Гога .
Альмквист принадлежала к группе шведских женщин-художниц, которые любили путешествовать, иногда вместе жили и вместе выставляли на выставках свои работы. Это художницы Tora Vega Holmström, Agnes Wieslander и Maja Fjæstad. В последний год жизни у Альмквис спина болела так, что невозможно было работать, и в этот же год в её честь женщин-художницы организовали в Стокгольме выставку её работ. Широкое признание художницы пришло к ней в 1938 году, после ее смерти. В этом году в Брюсселе, в галерее «Модерн» прошла ее персональная выставка.
В настоящее время работы художницы хранятся в коллекции Национального музея Швеции, в художественном музее Гётеборга, в художественном музее Мальме и в частных коллекциях. Архивные документы художницы хранятся в Университете Лунда.
Эстер Доротея Альмквист признана основательницей стиля экспрессионизма в Швеции.
В 1992 году её картина под названием Встреча (швед. Sammankomsten, 1929) была изображена на шведской почтовой марке, изданной в честь статьи 20 Всеобщей декларации прав человека, защищающей свободу ассоциаций.